# Il soldato di Napoleone
Il soldato di Napoleone (Le soldat de Napoléon) est un poème en frioulan de Pier Paolo Pasolini, tiré du recueil La meglio gioventù (La meilleure jeunesse).
Sergio Endrigo a mis en musique la poésie qui est sortie en 1962.
« Adieu, adieu Casarsa, je pars pour le monde,

Quitte mon père et mère, vais suivre Napoléon

Adieu mon vieux village, adieu mes jeunes copains

Napoléon a appelé la meilleure jeunesse. »

## L'histoire et le contenu
« "La Meglio Gioventù" est l'histoire d'une famille de Casarsa Friuli, la famille Colussi, celle de la mère de Pasolini, de l'époque de Napoléon à la Résistance en Italie. Je pris la première partie, il y avait déjà la traduction, je viens de prendre un peu de syllabes, et de l'adapter à la métrique de la musique que je l'avais écrit et j'enregistré le soldat de Napoléon. »

— Sergio Endrigo
Le directeur artistique de RCA, Ennio Melis a eu l'idée de faire collaborer Sergio Endrigo avec  Pier Paolo Pasolini. Il voulait que Pasolini il avait écrit les paroles pour les ballades qui parlent du monde, qu'il avait décrit dans ses romans, situé dans Rome de la banlieue, et que Endrigo l'avait mis en musique. Endrigo a rencontré Pasolini et lui a fait la proposition, le poète lui a dit de regarder dans ses  poèmes frioulane et de choisir à volonté.
Endrigo avait mis en musique  Le soldat de Napoléon  qui a été publié dans le LP Sergio Endrigo.
Le poème raconte l'histoire d'un jeune de Casarsa qui suit l'armée de Napoléon dans la campagne de Russie. Après quelques mois, le soldat est en Pologne; venu l'hiver, le jeune homme, de ne pas mourir de froid, perce le ventre de son cheval e se réchauffe dans les entrailles de l'animal. Susanna, avec son père, sur le char passe à proximité et demande à son père pour sauver le jeune homme. Le soldat déclare son amour à la jeune fille, qui est d'abord réticent, mais finalement, elle va fuir avec le jeune en France.

## Reprises
- Laura Betti
- Roberto Vecchioni